# 大奧～永遠～【右衛門·綱吉篇】
《大奧～永遠～【右衛門佐．綱吉篇】》，於2012年上映的日本電影，由松竹株式會社製作改编自大奥漫畫的〈綱吉篇〉， 堺雅人（飾演右衛門佐）和菅野美穗（飾演徳川綱吉）主演。是電影《大奧》與《大奧 ～誕生【有功·家光篇】》後，同為男女地位顛倒題材的江戶幕府時期的大奧續篇作品。堺雅人為《大奧 ～誕生【有功·家光篇】》與此部作品一人飾演兩角。

## 剧情概要
日本因流行赤面痘瘡使得男子銳減，自幕府第一位女將軍上台已超過40年，時值第五代將軍綱吉之世。京都貧窮公家的子弟右衛門佐，難以忍受夜夜與富家千金歡好換取錢財的日子，自願進入將軍的後宮——大奧。風雅博學的右衛門佐在大奧中見到了才貌雙全的綱吉，靠著綱吉對他的好感，巧妙地拒絕成為側室，擔任起權傾後宮的大奧總管。而綱吉在獨生女松姬死後，陷入了立儲困境，將在大奧乃至於全國都掀起波瀾。

## 主要角色
| 演員       | 角色               | 簡介 |
| 堺雅人     | 右衛門佐           | 又名水無瀨繼仁。貧窮公家出身的御中臈。在京都的時候為了家族過著每天向女人賣身體的日子。面貌似有功的美男子。                                                                      |
| 菅野美穗   | 德川綱吉           | 本名德子。是由家光與玉榮所生的女兒。5代將軍。與男性關係複雜、溺愛女兒松姫。擁有天真可愛的美貌，豐滿的肢體，性格好強，但唯獨對疼愛她的父親軟弱，擁有伶俐的頭腦，也有厲害的一面。 |
| 尾野真千子 | 柳澤吉保           | 又名阿原。綱吉的心腹，綱吉十分依賴她，綱吉一生的化妝都是由她一手包辦。是位非常漂亮的美女、與桂昌院有著男女関係，被幼年的綱吉看到後，對綱吉的解釋是因為這樣才能留在綱吉的身邊。  |
| 柄本佑     | 秋本惣次郎         | 信平的御中臈、擔任右衛門佐的部屋子。號稱是為了籌措購買眼鏡的資金而進入大奧，實際上是因為和自己的親妹發生男女關係後，為了拒絕另外的婚事而進入大奧。                              |
| 要潤       | 小谷傳兵衛         | 綱吉的側室、松姫的父親。當初因為看到哭泣的綱吉，而從黑鋤者成為了側室。性格說好的話是善良，反之則是頭腦簡單。                                                                    |
| 桐山漣     | 大典侍             | |
| 龍星涼     | 新典侍             | - |
| 市毛良枝   | 牧野成貞           | - |
| 榎木孝明   | 阿久里             | 又名牧野邦久。綱吉的心腹・牧野成貞的丈夫。曾和館林藩主時代的綱吉関係親密，綱吉所給他的女名是阿久里。                                                                            |
| 由紀小百合 | 水無瀨權中納言氏信 | 右衛門的母親。 |
| 堺正章     | 隆光               | 頭陀。預言玉榮有帝王之父的命運。 |
| 宮藤官九郎 | 鷹司信平           | 綱吉的正室。公家出身。 |
| 田中聖     | 玉榮               | 父母雙亡，被有功收留。隨有功一起留在大奧。 |
| 西田敏行   | 桂昌院             | 綱吉的父親。 |
| 滿島真之介 | 佐之助             | |
| 郭智博     | 中村               | |
| 永江祐貴   | 齊藤               | |
| 三浦貴大   | 淺沼               | |
| 椿鬼奴     | 二の姫             | 冷泉家的二公主。為求子嗣買下京都時期的右衛門佐。 |

## 主題曲
- MISIA「Back In Love Again（feat.布袋寅泰）」（Ariola Japan）

## 外部連結
- 官方網站